# Bioul
Bioul är en ort i Belgien.   Den ligger i provinsen Namur och regionen Vallonien, i den centrala delen av landet, 70 kilometer sydost om huvudstaden Bryssel. Bioul ligger 215 meter över havet och antalet invånare är 2 058.
Terrängen runt Bioul är platt åt sydväst, men åt nordost är den kuperad. Terrängen runt Bioul sluttar österut. Runt Bioul är det ganska tätbefolkat, med 75 invånare per kvadratkilometer.. Närmaste större samhälle är Namur, 15,9 kilometer norr om Bioul. 
Omgivningarna runt Bioul är en mosaik av jordbruksmark och naturlig växtlighet.